# Bror Beckman
Pour les articles homonymes, voir Beckman.
Bror Beckman, né le 10 février 1866 à Kristinehamn – mort le 22 juillet 1929 à Ljungskile, est un compositeur suédois.

## Œuvre
Beckman a composé une symphonie, 2 poèmes symphoniques, une sonate pour violon et piano, des pièces pour piano et des Lieder.